# Beniarrés
Beniarrés è un comune spagnolo situato nella comunità autonoma Valenciana.